# Utetheisa saintcroixensis
Utetheisa saintcroixensis là một loài bướm đêm thuộc phân họ Arctiinae, họ Erebidae.